# سير الغربية
سير الغربية هي إحدى القرى اللبنانية من قرى قضاء النبطية في محافظة النبطية.
تبعد سير الغربية 83 كلم (51.5762 مي) عن بيروت عاصمة لبنان. ترتفع 320 م (1049.92 قدم - 349.952 يارد) عن سطح البحر وتمتد على مساحة 624 هكتاراً (6.24 كلم²- 2.40864 مي²).